# Dødens fotograf
 Der er for få eller ingen kildehenvisninger i denne artikel, hvilket er et problem. Du kan hjælpe ved at angive troværdige kilder til de påstande, som fremføres i artiklen.

Dødens Fotograf er verdens første Facebook krimi, som udkom lørdag den 28. marts 2009, og er udgivet af Skriveforlaget.
Krimien hedder Dødens Fotograf og er skrevet af fem personer, der mens de skrev bogen, aldrig havde mødt hinanden i det virkelige liv, men kun på Facebook. 
Handlingen i Dødens Fotograf foregår i København på Nørrebro, hvor fotograf, Sara Mikkelsen, oplever en række mord, og gang på gang tager den en ny, overraskende drejning med Facebook i en vigtig rolle.
De fem forfattere er: Anette Andersen, Anne-Marie Vendler, Claus Christiansen, Dorthe Annette Hansen og Margit Hedelund.